# Гимн Сомалиленда
«Samo ku waar» — официальный гимн Сомалиленда, непризнанного государства, существующего на территории Сомали. Текст и музыку написал Хассан Шейх Мумин, известный сомалийский драматург и композитор. Гимн утверждён в 1997 году.